# Championnat d'Italie de football de deuxième division 1987-1988
Navigation
Édition précédente Édition suivante
La saison 1987-1988 de Serie B, organisée par la Lega Calcio pour la quarante-deuxième fois, est la 56e édition du championnat de deuxième division en Italie. Les quatre premiers sont promus directement en Serie A et les trois derniers sont relégués en Serie C.
À l'issue de la saison, le Bologne FC termine à la première place et monte en Serie A 1988-1989 (1re division), accompagné par le vice-champion, US Lecce, le troisième Lazio Rome et le quatrième Atalanta Bergame.
À partir de cette saison, il y a quatre équipes promues en Serie A, en fin de classement il n'y a que trois relégations pour cette saison uniquement.

## Compétition
Le classement est établi sur le barème de points suivant :
- Victoire : 2 points
- Match nul : 1 points
- Défaite, forfait ou abandon du match : 0 point

### Classement
| Rang | Équipe             | Pts  | J  | G  | N  | P  | Bp | Bc | Diff |
| ---- | ------------------ | ---- | -- | -- | -- | -- | -- | -- | ---- |
| 1    | Bologne FC         | 51   | 38 | 17 | 17 | 4  | 62 | 37 | +25  |
| 2    | US Lecce           | 49   | 38 | 17 | 15 | 6  | 42 | 26 | +16  |
| 3    | Lazio Rome         | 47   | 38 | 15 | 17 | 6  | 42 | 25 | +17  |
| 4    | Atalanta Bergame R | 47   | 38 | 14 | 19 | 5  | 50 | 34 | +16  |
| 5    | US Catanzaro P     | 46   | 38 | 14 | 18 | 6  | 36 | 24 | +12  |
| 6    | US Cremonese       | 41   | 38 | 10 | 21 | 7  | 26 | 18 | +8   |
| 7    | AS Bari            | 41   | 38 | 12 | 17 | 9  | 30 | 27 | +3   |
| 8    | Brescia Calcio R   | 39   | 38 | 11 | 17 | 10 | 30 | 26 | +4   |
| 9    | Calcio Padoue P    | 39   | 38 | 13 | 13 | 12 | 38 | 41 | -3   |
| 10   | Udinese Calcio R   | 38   | 38 | 12 | 14 | 12 | 37 | 35 | +2   |
| 11   | Parme AC           | 38   | 38 | 9  | 20 | 9  | 33 | 33 | 0    |
| 12   | ACR Messine        | 35   | 38 | 12 | 11 | 15 | 36 | 38 | -2   |
| 13   | Plaisance FC P     | 33   | 38 | 9  | 15 | 14 | 26 | 42 | -16  |
| 14   | Genoa 1893         | 32   | 38 | 9  | 14 | 15 | 25 | 32 | -7   |
| 15   | SS Sambenedettese  | 32   | 38 | 5  | 22 | 11 | 26 | 37 | -11  |
| 16   | AS Tarente         | 32   | 38 | 9  | 14 | 15 | 40 | 54 | -14  |
| 17   | Barletta P         | 31   | 38 | 7  | 17 | 14 | 27 | 37 | -10  |
| 18   | Modène FC          | 30   | 38 | 7  | 16 | 15 | 30 | 46 | -16  |
| 19   | US Triestina       | 28-5 | 38 | 11 | 11 | 16 | 32 | 40 | -8   |
| 20   | US Arezzo          | 26   | 38 | 4  | 18 | 16 | 22 | 38 | -16  |

|  | Promotion en Serie A                        |
|  | Relégation en Serie C                       |
|  | P : Promu de Serie C R : Relégué de Serie A |

- US Triestina, 5 points de pénalité pour tentative de corruption lors de la saison précédente.